# شیکشینی، پنسیلوانیا
شیکشینی، پنسیلوانیا (انگلیسی: Shickshinny, Pennsylvania) یک ناحیه در ایالات متحده آمریکا است که در شهرستان لوزرن، پنسیلوانیا واقع شده است. جمعیت این ناحیه در سرشماری سال ۲۰۲۰، ۶۳۰ نفر بود.